# Dicranomyia fulvinota
Dicranomyia fulvinota là một loài ruồi trong họ Limoniidae. Chúng phân bố ở miền Australasia.